# Canadarm 2

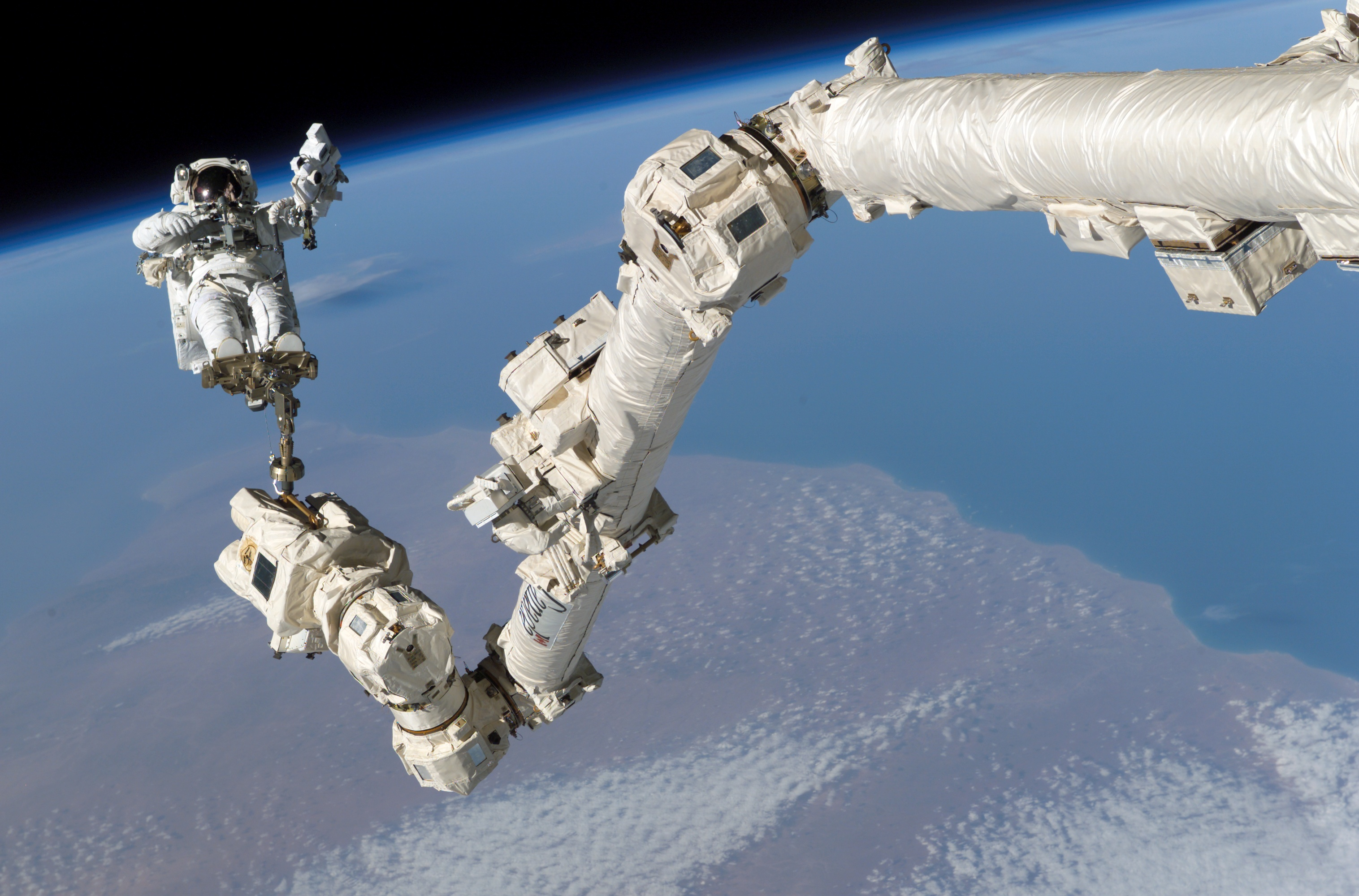
El astronauta Stephen Kern Robinson anclado al extremo del Canadarm2 durante la expedición STS-114.

El Sistema Móvil de Mantenimiento (en inglés Mobile Servicing System, MSS), conocido por su componente principal el Canadarm2, es un sistema robotizado y de equipamiento asociado a la Estación Espacial Internacional. Tiene un importante papel en el ensamblaje y mantenimiento de la estación: moviendo equipos y suministros por la estación, ayudando en el exterior en el trabajo de los astronautas y revisando instrumentos y otras cargas añadidas a la estación. Los astronautas reciben un entrenamiento especial para poder realizar todas estas acciones con diversos sistemas.
El MSS está formado por un brazo robótico llamado (SSRMS) siglas en inglés Mobile Base System (Manipulador Remoto de la Estación Espacial), el (MBS) del inglés Servicio Remoto Móvil del Sistema Base y el (SPDM) o Manipulador Diestro de Propósito Especial, también llamado Dextre o Canada hand. El sistema puede moverse a lo largo de unos raíles.

## Sistema base móvil

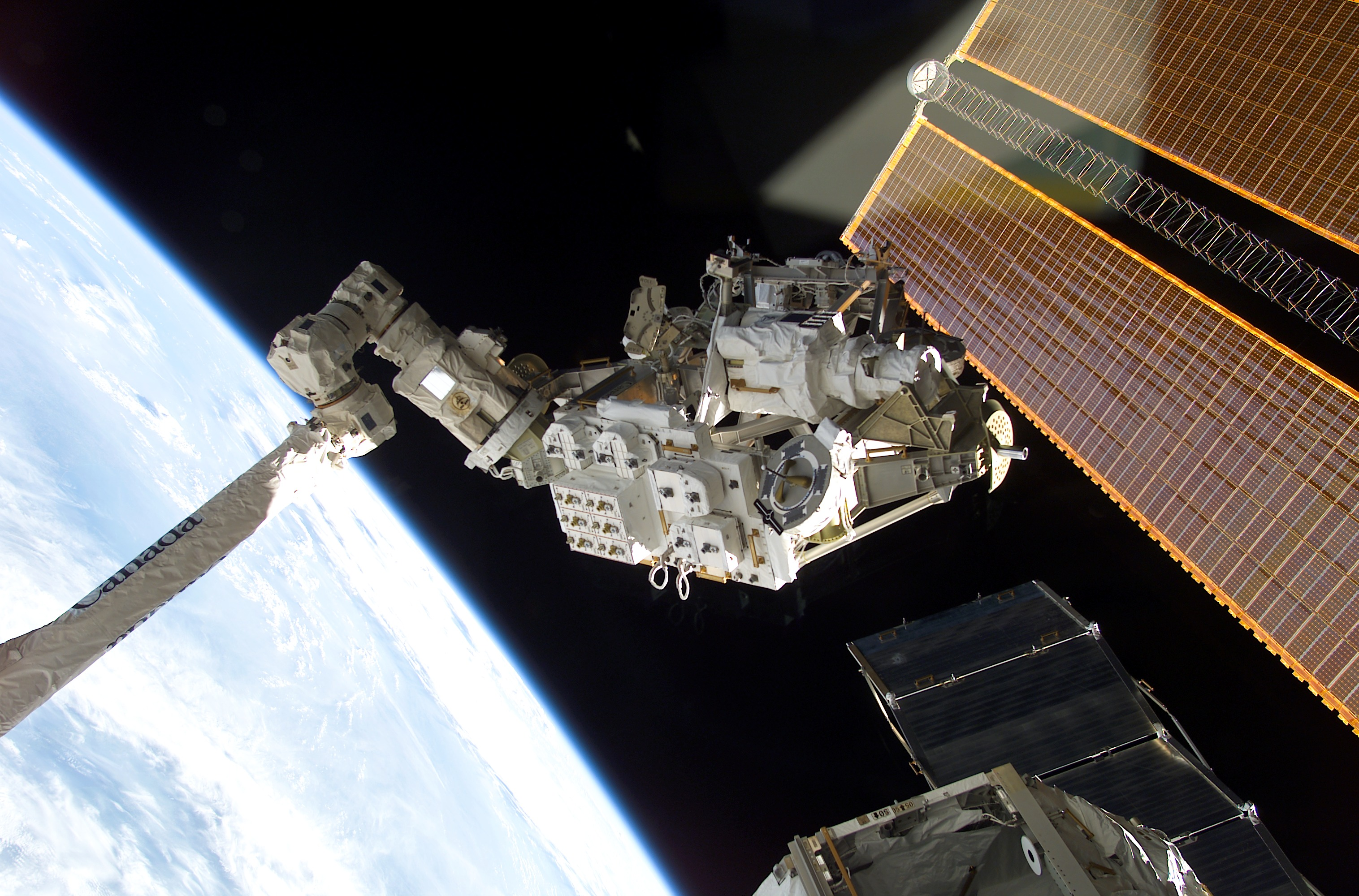
El Sistema base móvil justo antes de la instalación del Canadarm2 en el transporte móvil durante la misión STS-111.

El Sistema base móvil (MBS, Mobile Base System en inglés) es la plataforma base del brazo robótico. Fue añadida a la estación durante la misión STS-111 en junio de 2002. La plataforma descansa sobre el Transporte móvil (instalado durante la misión STS-110) que le permite desplazarse por raíles situados sobre los armazones de la estación. Cuando el Canadarm2 se acopló al MBS, tenía la capacidad de viajar a los puntos de trabajo a lo largo de toda la estructura de armazones. La velocidad máxima del Transporte móvil es de unos 2,5 cm por segundo. El nombre apropiado para el MBS es el "MRS Base System", donde MRS significa "Mobile Remote Servicer" (Servicio remoto móvil). Está hecho de aluminio y se espera que dure al menos 15 años. Como el Canadarm2, fue construido por MD Robotics.
El MBS está equipado con 4 Power Data Grapple Fixtures, uno en cada una de sus cuatro esquinas. Cualquiera de esas pueden usarse como una base para los dos robots, el Canadarm2 y el Dextre, así como para cualquiera de las cargas útiles que podrían agarrar los robots. El MBS tiene además 2 posiciones para amarrar cargas útiles. El primero es el Payload/Orbital Replacement Unit Accommodations (POA). Este es un dispositivo que se parece mucho y funciona como los efectores finales de enclavamiento del Canadarm2. Puede usarse para aparcar, propulsar y dirigir cualquier carga útil con una agarradera, mientras se deja libre al Canadarm2 de realizar cualquier tarea. La otra posición de agarre es para el MBS Common Attachment System (MCAS). Este es otro tipo de sistema de amarre que se usa principalmente para mantener algunos experimentos científicos.
El MBS mantiene también a los astronautas durante las actividades extravehiculares. Tiene localizaciones para guardar herramientas y equipos, limitadores de pies, pasamanos y puntos de amarre de seguridad así como una cámara de ensamblaje. Si se necesita, es incluso posible para un astronauta "montarse" sobre el MBS mientras se desplaza por los raíles del armazón.

## Manipulador diestro de propósito especial
El Manipulador diestro de propósito especial, o mano canadiense (a.k.a. "Dextre"), es un pequeño robot de dos manos capaz de llevar a cabo delicadas tareas de ensamblaje que al principio eran realizadas por los astronautas durante los paseos espaciales. Se han realizado pruebas en cámaras de simulación espacial en el Laboratorio David Florida de la Agencia Espacial Canadiense en Ottawa. El manipulador fue lanzado el 11 de marzo de 2008 con la expedición STS-123.